# Kamow Ka-126
Der Kamow Ka-126 (russisch Камов Ка-126) ist ein Mehrzweckhubschrauber mit Koaxialrotor des russischen Herstellers Kamow.
Der Ka-126 stellt eine Weiterentwicklung des Ka-26 dar. Im Gegensatz zu den zwei Kolbenmotoren des Vorgängermodells hat der Ka-126 ein einzelnes Turbinentriebwerk als Antrieb. Das TL TWD-100 sitzt auf dem Dach des Hubschraubers und treibt zwei Dreiblatt-Rotoren in der bei Kamow bewährten koaxialen Bauweise an. Ansonsten entspricht der Ka-126 in der Bauart und Auslegung dem Ka-26. Das leistungsstärkere Triebwerk ermöglicht eine Standschwebe auch in Bodennähe.
Die Entwicklung erfolgte ab 1986 in der Sowjetunion, die Produktion ab 1989 in Rumänien. Den Erstflug absolvierte G. Issajew am 19. Oktober 1988. Bei der Variante Ka-128 wurde eine 722 PS leistende Wellenturbine Turbomeca Arriel 1D1 eingesetzt.

## Technische Daten
| Kenngröße             | Daten           |
| --------------------- | --------------- |
| Konstrukteur          | S. Michejew     |
| Besatzung             | 1–2             |
| Rotorkreisdurchmesser | je 13,00 m      |
| Länge                 | 7,75 m          |
| Höhe                  | 4,05 m          |
| Startmasse            | max. 3250 kg    |
| Reisegeschwindigkeit  | 160 km/h        |
| Dienstgipfelhöhe      | 1000 m          |
| Reichweite            | 600 km          |
| Triebwerk             | ein TL TWD-100  |
| Leistung              | 537 kW (730 PS) |